# Aleksandr Brauner
Aleksandr Aleksandrowicz Brauner, ros. Александр Александрович Браунер (ur. ?, zm. po 1944) – rosyjski wojskowy (sztabskapitan) walczący w wojnie domowej po stronie Białych, emigracyjny działacz wojskowy i polityczny, agent Abwehry podczas II wojny światowej.

## Życiorys
Brał udział w rosyjskiej wojnie domowej w szeregach wojsk Białych gen. Antona I. Denikina. Doszedł do stopnia sztabskapitana. W połowie października 1920 r. wraz z wojskami Białych był ewakuowany z Krymu do Gallipoli. Na emigracji zamieszkał w Bułgarii. Ukończył tam oficerską szkołę artylerii. Należał do kierownictwa 3 Oddziału Rosyjskiego Związku Ogólnowojskowego (ROWS). Wszedł w skład Wewnętrznej Linii, tj. kontrwywiadu ROWS. W 1926 r. w Paryżu brał udział w rosyjskim zjeździe zagranicznym. Od 1934 r. był agentem opłacanym przez bułgarską policję. Jednocześnie stał na czele rosyjskiej grupy antykomunistycznej i antyterrorystycznej, wchodzącej w skład oddziału bezpieczeństwa państwowego Dyrekcji Policji. W II połowie lat 30. został członkiem Narodowego Związku Pracujących (NTS), obejmując kierownictwo oddziału organizacji w Bułgarii. Pracował też w redakcji organu prasowego NTS „Za Rossiju”. W 1938 r. próbował bezskutecznie zlikwidować agenta sowieckiego Nikołaja F. Abramowa ps. „Woron”. W 1942 r. rozpoczął współpracę agenturalną z niemiecką Abwehrą. Został jej rezydentem w okupowanej Odessie. Działał w wywiadzie morskim. W 1944 r. ewakuował się do Bułgarii, gdzie – po wkroczeniu Armii Czerwonej – aresztowali go funkcjonariusze SMIERSZ-a.